# Clubhouse
Clubhouse (Клабхаус) — социальная сеть, которая основана на голосовом общении.
Приложение было запущено в 2020 году разработчиками программного обеспечения Alpha Exploration Co.[кто?]
По состоянию на декабрь 2020 года приложение оценивалось почти в 100 миллионов долларов. 21 января 2021 года оценка составила один миллиард долларов США.

## История
Клабхаус для iOS был запущен в апреле 2020 года.
Первыми разработчиками соцсети стали программисты Роэн Сет и Пол Дэвисон, которые учились в Стэнфордском университете.
Приложение приобрело популярность уже в первые месяцы пандемии COVID-19, особенно после инвестиций серии A в размере 12 млн долларов в мае 2020 года, от венчурной фирмы Andreessen Horowitz.
По состоянию на декабрь 2020 года у приложения было 600 тыс. зарегистрированных пользователей, и оно оставалось доступным только по приглашению.
Приложение начало использоваться в широких кругах в Германии с января 2021 года, когда два немецких ведущих подкастов Филипп Клёкнер и Филипп Глеклер запустили цепочку приглашений через группу Telegram, привлекая на платформу немецких влиятельных лиц, журналистов и политиков.
В апреле 2021 года сервис объявил о запуске функции Payments, с помощью которой пользователи смогут отправлять платежи создателям контента на платформе. Сама компания не будет получать деньги с донатов, но будут собирать сервисный сбор за обработку платежа.
По состоянию на 2022 год приложение утратило популярность.

## Clubhouse на Android
В январе 2021 года компания объявила, что «скоро» приступит к работе над приложением для Android. Популярность Клабхаус значительно возросла после того, как Илон Маск дал интервью клубу GOOD TIME.
В мае 2021 года началось бета-тестирование приложения для Android. 9 мая 2021 года приложение стало доступно для жителей США.

## Блокировки
Поскольку Clubhouse не подвергался цензуре и блокировке со стороны Китая до начала февраля 2021 года, Клабхаус привлек большое количество китайских пользователей сети для обсуждения различных тем, в том числе политических, включая протесты в Гонконге и политический статус Тайваня.
8 февраля 2021 года приложение было заблокировано в материковом Китае.
14 марта 2021 года сервис был заблокирован в Омане по причине отсутствия регистрации приложения в структуре регулятора.

## Описание функциональности
Клабхаус предлагает широкий выбор клубов и виртуальных комнат с беседами на различные темы, ток-шоу, музыкой, нетворкингом, свиданиями, выступлениями, политическими дискуссиями и т. д. Подписавшись на пользователя, можно будет видеть список «комнат», в которых он состоит. В приложении можно заметить таких известных людей, как Дрейк, Кевин Харт, Тиффани Хаддиш, Марк Цукерберг, которые проводят виртуальные беседы в Клабхаусе.

## Русскоязычный сегмент
Русскоязычный сегмент Clubhouse получил бурное развитие с 1 февраля 2021 года вместе с публикациями в СМИ об участии медийных личностей в сервисе, таких как Олег Тиньков и других.
За февраль 2021 года количество пользователей Clubhouse в России за неделю увеличилось почти в 18 раз (по разным оценкам, российская аудитория сервиса составляла от 140 до 400 тысяч человек).
Цифровой маркетинг, реклама — основные сферы «ядра» аудитории, к которому быстро присоединялись и другие (психология, актуальные новости и т. д.). Внутри сервиса нет «афиши» планируемых событий и на этом фоне развивались частные афиши.